# 기쁜소식선교회
기쁜소식선교회는 1964년 박옥수가 설립한 한국의 기독교계 신흥종교이다. 주류 개신교계로부터 구원파의 일종으로 분류되나 구원파에는 기독교복음침례회나 생명의말씀선교회가 있다. 
박옥수는 공식적으로 신학을 공부한 이력은 없는 것으로 알려져 있으나 외국 선교사 밑에서 신학을 공부하고 경남 합천에서 박옥수 그의 자체교리 전파를 시작하였다.

## 역사

### 설립과 초기 활동 (1962~1980년대)
1962년, 박옥수는 미국의 딕 욕(Dick York)과 몇몇 선교사들에 의해 세워진 선교학교에 입학해 훈련을 받았다. 유병언, 심남섭, 유광식, 김성준 등과 함께 공부후,  1964년에는 경상남도 합천군 봉산면 압곡동에서 첫 선교회를 개척하며 기쁜소식선교회를 시작했다. 이후 1971년 부산시 남구 망미동에 선교회를 개척하였으며, 1978년에는 서울 서대문구 아현동을 비롯해 경남 거창, 산청 등지에 선교회를 설립했다.
1972년부터 대구와 경상북도 영천에서 겨울 및 여름 수양회를 개최하기 시작하며 기쁜소식선교회 교단의 주요 행사로 자리 잡았다. 1976년에는 대구시 동구 파동에서 기쁜소식 선교회의 전도자 양성을 위한 교육을 시작했으며, 1981년 ‘대한 예수교 침례회’라는 교단명을 명명하고, 총회 사무실을 대구시 남구 대명동에 두었다. 이후 1984년 총회 사무실을 서울 강남구 대치동으로 이전하면서 선교 기반을 확대했다.

### 전국적인 확장 (1990년대)
1990년대 들어 전국적인 선교 활동이 본격화되었다. 1990년부터 전주, 광주, 금촌, 안산, 제천, 논산 등 주요 도시에 교회를 설립했으며, 같은 해 미국 LA와 일본 도쿄에도 교회를 개척하며 해외 선교 활동을 시작했다. 1991년과 1992년에는 대규모 대전도 집회를 개최하며 박옥수 그의 자체 교리 전파 활동을 강화했다. 또한 1993년에는 경상북도 금릉군 대덕면에 수양관을 건립하였고, 1994년부터 전국 주요 도시에서 대형 전도 집회를 지속적으로 개최하였다.

### 국제 선교와 성장 (2000년대~현재)
2000년대 들어 기쁜소식선교회는 해외 선교를 적극적으로 추진하였다. 2000년대 초반부터 미국, 유럽, 아프리카, 아시아 등지에서 교회를 개척하며 글로벌적으로 자체교리 전파에 주력했다. 2001년에는 남미, 2002년에는 러시아, 2003년에는 중앙아시아 지역에서 선교 활동을 본격적으로 전개했다. 2005년에는 미국, 일본, 독일, 러시아 등지에서 성경 세미나를 개최하며 국제적으로 자체교리 전파를 가속화했다.
2010년대 이후에는 크리스마스 칸타타 공연, 마인드 교육, 선교회 지도자 컨퍼런스 등을 통해 영향력을 확대했다. 2016년부터는 케냐, 우간다, 가나 등 아프리카 국가에서 정치인들과의 만남을 통해 선교 네트워크를 구축하고, 협력을 바탕으로 마인드 교육 및 선교회 지도자 포럼을 개최했다.
2020년대에는 코로나19 팬데믹으로 인해 온라인 세미나와 비대면 전도 활동을 강화하였으며, 2020년 박옥수 목사의 온라인 세미나는 전 세계 125개국에서 54개 언어로 방송되었다. 2023년과 2024년에도 미국, 아프리카, 남미, 유럽 등지에서 국제 기독교 지도자 컨퍼런스를 개최하며 선교 활동을 지속적으로 확장하고 있다.

## 참고 문헌
- 정용섭 (2006년 3월). “[성서와 설교 / 설교비평, 멀지만 가야 할 길] 구원을 향한 과도한 욕망의 끝자락 - 기쁜소식 강남교회 박옥수 목사 -”. 《대한기독교서회》 (기독교사상) 50 (3): 150-165.